# Panyalaian
Panyalaian is een bestuurslaag in het regentschap Tanah Datar van de provincie West-Sumatra, Indonesië. Panyalaian telt 9122 inwoners (volkstelling 2010).